# Francia Occidental
En la historiografía medieval, Francia Occidental (en latín: Francia Occidentalis) o Reino de los Francos occidentales (regnum Francorum occidentalium) constituye la etapa inicial del Reino de Francia y se extiende desde el año 843 —Tratado de Verdún— hasta 987 —inicio de la dinastía Capeto—. Francia Occidental se creó a partir de la división del Imperio carolingio tras la muerte de Luis I el Piadoso, pero la división este-oeste "se consolidó gradualmente en la creación de dos reinos separados". La mitad occidental fue la base del Reino de Francia, aunque en teoría ambos Estados nunca dejaron de ser uno solo.
Francia Occidental se extendía más al sur que la Francia moderna abarcando la Marca Hispánica, pero no tan al este, por lo que no incluía Lotaringia ni el Arelato. Tras la muerte de Carlos el Calvo en 877, los reyes de Francia Occidental fueron elegidos por un consejo de magnates eclesiásticos y laicos, y entre 888 y 936 se sucedieron monarcas de las casas carolingia y robertina.
En el 987, el reino pasó a manos de la dinastía de los Capetos, familia que se mantuvo en el poder hasta la Revolución francesa. Algunos historiadores consideran a esta fecha como el inicio de "Francia" como tal. Tras la transformación de la Francia Oriental en el Reino de Germania —y Sacro Imperio— , su territorio dejó de ser llamado "Reino de los Francos orientales" para convertirse en el "Reino de los Alemanes" a partir del siglo XI.  De esta forma, el reino de Occidente quedó como el único Estado franco. El nombre moderno de "Francia" aparece por primera vez en 1205, durante el gobierno del rey Felipe II el Augusto, primero en usar el título de Rex Francie.

## Consolidación del feudalismo
Carlomagno continuó la política de sus predecesores los mayordomos austrasianos de otorgar beneficios territoriales (en régimen de usufructo y no de propiedad) a cambio de contar fidelidad y apoyo militar de los terratenientes, gracias a que contaba con el botín de sus campañas militares, e incluso otorgó la administración del imperio a aquellos nobles que se le habían encomendado a él personalmente bajo un vínculo de fidelidad. Pero la paralización de la expansión territorial en época de Ludovico Pío, finalizó un periodo de beneficios para la aristocracia, que ambicionando mejorar su patrimonio, dirigieron sus apetencias interviniendo en la rivalidades internas que eclosionaron en varias guerras civiles que implicaron al emperador y sus hijos. A pesar de la amplitud del imperio, este carecía de ejército permanente, de marina, de fortificaciones sólidas, o de un sistema financiero. El sistema administrativo estaba en manos de una aristocracia ligada al rey por lazos de fidelidad, puesto que los recursos del rey se circunscribían a las rentas de sus dominios, de modo que el soberano, incapaz de pagar a sus agentes, se vio obligado a elegirlos entre la aristocracia (que reunía el poder militar y su propio sustento) con lo que el rey se vio incapaz de imponerles su autoridad, careciendo de fuerza propia suficiente para oponérseles. Tras la dislocación territorial de Verdún, cada reino se preocupó de su propia defensa. 

De oeste a este, los territorios surgidos del Tratado de Verdún del 843: la Francia Occidental, la Francia Media y la Francia Oriental.

En agosto de 843, tras tres años de guerra civil después de la muerte de Luis el Piadoso en junio de 840, sus hijos y el Tratado de Verdún, que supuso la incapacidad de mantener una unidad política del imperio, quedando el título imperial reducido a carácter simbólico. Carlos II el Calvo recibió la Francia occidentalis en lucha contra su sobrino Pipino II el rey de Aquitania. Es este territorio de Carlos II el Calvo el que evolucionó en la moderna nación francesa.
Los Annales Bertiniani, escritos en Francia Occidental en la época describen a Carlos llegando a Verdún, "donde el reparto de porciones" tuvo lugar. Tras describir las porciones de sus hermanos, Lotario I (Francia Media) y Luis el Germánico (Francia Orientalis), anota que "el resto hasta España fue cedido a Carlos"". Los Annales Fuldenses de Francia Oriental describen a Carlos recibiendo la parte occidental después de que el reino fuera "dividido en tres". La última entrada de los Annales Bertiniani data de 882, por lo que la única fuente contemporánea de los hechos de la que se dispon son los Annales Vedastini. El siguiente documento original del reino de Francia Occidental serían los Anales de Flodoardo, que se inician en 919.
Sin embargo, Carlos tuvo que afrontar la guerra contra su sobrino Pipino II de Aquitania. Tras la muerte de Pipino I de Aquitania en diciembre de 838, su hijo Pipino II había sido reconocido por la nobleza aquitana como rey, pero la sucesión no había sido reconocida por el emperador, que designó a Carlos como rey de Aquitania en la Asamblea de Worms de 839. Carlos el Calvo declaró la guerra a Pipino a comienzos de su reinado en 840 y el Tratado de Verdún ignoró al pretendiente al asignar Aquitania a Carlos. De este modo, en junio de 845 y tras varias derrotas, Carlos firmó el Tratado de Benoît-sur-Loire y reconoció como rey a su sobrino, y este recibió los territorios de Aquitania como feudos reconociendo a Carlos como su señor. Este acuerdo permaneció en vigor hasta marzo de 848, cuando los barones aquitanos reconocieron a Carlos como rey. A partir de entonces, los ejércitos de Carlos llevaron la iniciativa y en 849 habían conseguido asegurar la mayor parte de Aquitania. Ya en junio de 848 el propio Carlos fue coronado "Rey de Francos y Aquitanos" en Orleans. La ceremonia fue oficiada por Wenilo de Sens, e incluyó la primera unción real en la historia de Francia Occidental. La idea pudo haber surgido del arzobispo Hincmaro de Reims, que compuso al menos cuatro ordines describiendo el ceremonial apropiado para una consagración real.
En la década de 840, se incrementaron las incursiones vikingas, así en 845 los vikingos saquearon París, y entre 856-862, llevaron una acción fructífera en el Sena, a las que se añadieron en el Rin, el Somme, el Loira, el Garona, e incluso en el Ródano. En Francia occidental, las medidas del rey Carlos II se mostraron ineficaces, y la defensa, cuando se hizo, se llevó a cabo localmente levantando fortificaciones privadas sin autorización real. Los resultados de esto vienen ejemplificados durante el reinado del Carlos el Simple (898-922), cuando los normandos de Rollón el Caminante fueron reconocidos como vasallos en el área costera aguas abajo de París, en una región que se conocería como Normandía. En la misma época, hacia la mitad del siglo IX, se produjo la devastación de la zona costera mediterránea por los sarracenos, que se establecieron en Fraxinetum, de donde no fueron expulsados hasta 972/973. Y a partir de la década de 920, los magiares iniciaron sus raides.
Entretanto, los nobles ante la incapacidad real de hacer valer su autoridad, pudieron apropiarse de sus beneficios territoriales (que inicialmente les fue otorgado como usufructos) y trasmitirlos a sus hijos, además de usurpar los derechos reales, como el de acuñación de moneda, los peajes e incluso, la administración de justicia. Por tanto, en un reino en el que la aristocracia territorial se ha apropiado de las funciones administrativas, que aprovecha en su propio beneficio y las transmite a sus descendencia, despojando de poder efectivo al monarca, dio lugar a la concentración de poder en "principados territoriales", debido a que la nobleza había arraigado en una región geográfica donde había adquirido varios territorios (condados) y establecido relaciones familiares. Así tenemos el ducado de Aquitania, Borgoña, y Normandía, los condados de Anjou, Champaña, Blois, Flandes, Barcelona y Tolosa. Todos estos principados reconocían al rey como su señor, pero se sustraían a la intervención el mismo.

## Monarquía electiva
Dada pues la nulidad del poder monárquico, la misma monarquía se hizo electiva. A la muerte de Carlomán II en diciembre de 884, no le sucedió su hermano Carlos, sino su primo el emperador Carlos III el Gordo, por elección, que ya era rey de Francia Oriental e Italia, como rey. Posiblemente fue coronado como «rey en Galia» (rex in Gallia) el 20 de mayo de 885 en Grand. Su reinado fue la última ocasión tras la muerte de Luis el Piadoso en que todo el Imperio carolingio estuvo unificado bajo un único gobernante. En su condición de emperador parece haber concedido título real y emblemas a Alano I como rey de Bretaña. Su gestión durante el asedio vikingo a París deterioró su prestigio y en noviembre de 887 fue depuesto por parte de la nobleza de Francia Oriental pero no de Francia Occidental. Murió poco después, en enero de 888, en Francia occidental fue elegido Eudes, conde de París y en Aquitania, el duque Ranulfo II se intituló como rey de Aquitania pero solo vivió dos años. Aunque Aquitania no se convirtió en reino independiente, permaneció en gran medida fuera del control de los reyes de Francia Occidental.
Frente a Eudes, algunos nobles se rebelaron y eligieron a Carlos el Simple (893), que fue depuesto (922) y en su lugar los nobles eligieron al hermano del rey Eudes, Roberto I de Francia, y a su muerte (923), eligieron a su yerno Raúl. En 936, falleció el rey, y el noble más poderoso, Hugo el Grande (marqués de Neustria y conde de París, hijo del rey Roberto I), logró que los nobles llamaran al hijo de Carlos el Simple, Luis IV de Francia, recibiendo el título de duque de los francos. Sin embargo, los carolingios sólo tenían tierras en Laon, Compiègne, Reims y Soissons, de modo que su política pasó a estar mediatizada y en conflicto con los intereses del duque de los francos y por el recién restaurado imperio, cuyo emperador va a procurar ejercer su influencia sobre Francia occidentalis, así los reyes Lotario y Hugo Capeto fueron sobrinos del Otón I. 
Al fallecer Luis V de Francia en 987 sin descendencia, el arzobispo Adalberón de Reims, enemistado con los últimos reyes carolingios Lotario y Luis V, convenció a los nobles que no eligieran al carolingio Carlos de Lorena ya que era vasallo del emperador y como tal había intentado usurpar la corona en 978, así que la elección se produjo en beneficio de Hugo Capeto. El territorio de Francia Occidental desde el periodo capeto se convertiría posteriormente en el Reino de Francia.

## Reyes de Francia Occidental
A continuación se presenta la lista de los reyes de la Francia Occidental hasta el 987. Se señala también la dinastía a la que pertenecieron.
- Carlos II el Calvo (843-877), carolingio.
- Luis II el Tartamudo (877-879), carolingio.
- Carlomán II de Francia (879-884), carolingio.
- Carlos III el Gordo  (884-887), carolingio. Fue destituido semanas antes de su muerte.
- Eudes de Francia (888-898), Capeto.
- Carlos III el Simple (898-922), carolingio.
- Roberto I de Francia (922-923), robertino
- Raúl de Francia (923-936), bosonides.
- Luis IV de Ultramar (936-954), carolingio.
- Lotario de Francia (954-986), carolingio.
- Luis V el Holgazán (986-987), carolingio . Murió joven y sin descendientes.